# 副腎
副腎（ふくじん、ラテン語: Glandula suprarenalis, 英語: Adrenal gland）は、哺乳類などに存在する内分泌器の1つである。腎臓の傍に位置することから、この名があり、腎上体（）とも呼ばれる。

## 概要
副腎は2層構造をしており、内側を副腎髄質と呼び、外側を副腎皮質と呼ぶ。このように臓器の形態で見ると副腎髄質は副腎皮質に包まれているものの、発生学的に見ると、副腎髄質は外胚葉由来であるのに対して、副腎皮質は中胚葉由来である。すなわち、副腎髄質と副腎皮質とには、発生学的に直接の関連性を持たない。
副腎皮質からは、コレステロールを原料に多種のステロイドホルモンが分泌される。それらのホルモンをまとめて副腎皮質ホルモンと総称する。副腎皮質ホルモンは、その機能から大きく3つに分類される。体内での糖の蓄積と利用を制御する糖質コルチコイド、無機イオンなどの電解質バランスを調節する鉱質コルチコイド、そして生殖機能に関与する性ホルモン、特にアンドロゲンである。
副腎髄質からは、カテコールアミンであるアドレナリン、ノルアドレナリンが分泌され、体のストレス反応などの調節を行っている。

## 構造
ヒトの副腎は、1個が5 g前後で、径は数cm程度の扁平な円盤状ないし半月状をしており、これが中央付近で山型に折れたような形、あるいは中央部が厚くなった形をしている。厚さは厚い中央部では1～2 cm程度、薄い周辺部では1 cm以下のところもある。これが、全体として脂肪に包まれ、左右の腎臓の上端に帽子が乗るように隣接して存在する。断面を見ると、表面全体を覆う被膜の下には、かなりの厚さに渡り、黄色っぽい色をした油っぽい層、副腎皮質があり、中央部付近にある、暗い赤色をした薄い層が副腎髄質である。哺乳類以外の脊椎動物では、皮質と髄質は混ざり合っている場合もあり、また明確に分かれている場合もある。分かれている場合には皮質に当たる部分を腎間組織、髄質に当たる部分をクロマフィン体と呼ぶ。

### 血液供給
副腎を栄養している副腎動脈には、多様な個体差が見られる。その中で、一般的なパターンとしては、下横隔動脈より分岐する上副腎動脈、大動脈より分岐する中副腎動脈、腎動脈より分岐する下副腎動脈の3本の枝を有し、さらにこれらが細い枝に分かれ副腎へと入る形態である。
副腎の被膜直下にはこれらの動脈が被膜下動脈叢を形成しており、ここから2種類の動脈が出ている。短皮質動脈は皮質に入ると各層で洞様毛細血管を形成する。網状帯の洞様毛細血管は髄質の静脈叢と合流して細静脈を形成しており、髄質をも栄養しているので、これを副腎門脈系とも言う。一方長皮質動脈は皮質内で分岐せずに髄質に入り、髄質を栄養する。このため副腎髄質は直接間接の2種類の栄養供給を受けている。
副腎から出て行く静脈を副腎静脈と言う。左右の静脈は走行が異なり、右副腎静脈は下大静脈へとつながっている。また、左副腎静脈は左腎静脈と合流し、下大静脈へと注ぐ。
副腎には自律神経が多く入るが、これも副腎動脈同様、副腎表面の数箇所から入る。

### 副腎皮質
副腎の外周部で、ヒトでは副腎の75パーセント以上を占める。副腎皮質には、中胚葉由来の細胞が索状、または塊状に配列しており、それらの細胞が、副腎皮質ホルモンを分泌している。外側から、球状層（球状帯）、束状層（束状帯）、網状層（網状帯）の3層に分かれており、それぞれ違った組織でできている。これらのうち、特に束状層が厚く、この部分だけで副腎皮質の8割弱を占めている。細胞の間には毛細血管が発達しており、分泌されたホルモンが全身へと運ばれるのを助ける。
なお、3層は、明確な境界をなさず、だんだんと移行するように見えるが、機能的には、それぞれ分泌する副腎皮質ホルモンの種類が異なると考えられている。しかしそれぞれの層にある細胞を分離して生体外におくと、全て同じ物質を産生するようになる。このため生体内では、球状層の細胞が産生するステロイドあるいは代謝副産物が、血流を通じて下流にある束状層の細胞の何らかの酵素活性を抑えてアルドステロンの産生を不可能にしており、同様に束状層の細胞が産生するステロイドや過酸化物が網状帯でのコルチゾールの産生や分泌を抑制しているのだろうと示唆される。
また、最外縁の球状層で新たな細胞分裂が起こり、古い細胞は順に内側の層へと押しやられながら、その性質が変化していく、とする説が存在する。
なお、副腎皮質ホルモンの分泌が何らかの理由で急激に減少するのが「副腎クリーゼ」と呼ばれる病態である。副腎クリーゼは、処置が遅れると命に関わる。

#### 球状帯
球状帯（羅: zona glomerulosa）は、最外縁の薄い層で、皮質全体の15パーセント程度を占める。細胞は球状やその他不規則な塊状に配列しており、外観は外分泌腺の腺房に似ている。細胞どうしの接着は主にデスモゾームを介して行われ、ギャップ結合は少ない。細胞内の核は不規則な形をしており、束状帯に近づくと球形になっている。細胞質には滑面小胞体が多いが、束状帯に比べると少ない。
球状帯からは鉱質コルチコイドが分泌される。

#### 束状帯
束状帯（羅: zona fasciculata）は、皮質全体の78パーセントを占める比較的厚い層で、細胞は列をなしてまっすぐな索状に並ぶ。細胞は球状帯のそれよりもやや大きく、細胞間接着は主にギャップ結合である。標本を作ると、細胞内に空胞がたくさん見える点が特徴である。この空胞は、細胞内にたくさん脂肪滴があることを示す（標本作成の際に脂肪滴が脱落してしまう）が、この脂肪滴はステロイドホルモンの原料で、ホルモン分泌が盛んである事を示すと考えられている。ただし脂肪滴の量は種差があり、ヒトはハムスターやウシに比べて多い。また細胞内には滑面小胞体が極めて多く、細胞重量の40パーセントから45パーセント程度を占めている。ミトコンドリアも細胞重量の25パーセントから30パーセント程度と多いが、内部構造はやはり種差が大きい。しかし、その理由は不明である。
束状帯からは糖質コルチコイドが分泌される。この糖質コルチコイドは副腎髄質におけるN-メチル転移酵素（ノルアドレナリンをアドレナリンに変換する酵素）の生合成にも必要であり、副腎皮質の洞様毛細血管が副腎髄質の静脈叢に合流するのは、このためである。

#### 網状帯
最内層は、薄い網状帯（羅: zona reticularis）で皮質全体の7パーセント程度を占めており、細胞のつながった索は乱れて、お互いが絡み合った網目を作る。細胞は内部に行くほど小さくなり、また古い細胞の特徴である細胞質内へのリポフスチン顆粒の蓄積が見られる。核の変化やオルガネラの乏しさ、色素の蓄積から、網状帯では細胞の変性が起こっていると見られる。
網状帯からは性ホルモンが分泌される。

### 副腎髄質
副腎髄質を構成するクロム親性細胞は、末梢神経になる細胞と同様の神経堤に由来する細胞で、神経細胞と似た性質を持っている。大部分の細胞は軸索、樹状突起などは持たず、アドレナリンかノルアドレナリンかのどちらかの物質を分泌する細胞である。一部の細胞は、神経細胞としても性質を保持しており、大型で神経線維を持つ神経節細胞である。自律神経からの刺激が神経節細胞を介して、髄質の細胞に伝わり、これらのホルモンを分泌させる。

## 副腎の疾患
- 副腎不全
- クッシング症候群
- 原発性アルドステロン症
- 慢性原発性副腎皮質機能低下症（アジソン病）
- 副腎腫瘍
- 褐色細胞腫